# 李玘 (正統進士)
李玘（1419年—？），字廷紳，江西廣信府弋陽縣人，民籍。明朝政治人物。同進士出身。

## 生平
江西鄉試第五十三名。正統十三年（1448年）戊辰科會試第一百二十九名，殿試登進士第三甲第五名。

## 家族
曾祖父李德懋。祖父李興祖。父亲李奎，曾任大理寺左寺丞。